# Вёллер, Гергё
Гергё Вёллер (венг. Wöller Gergő; род. 18 марта 1983) — венгерский борец вольного стиля, призёр чемпионатов Европы.

## Биография
Родился в 1983 году в Сомбатхее. В 2003 году занял 5-е место на чемпионате Европы и 22-е — на чемпионате мира. В 2004 году принял участие в Олимпийских играх в Афинах, где занял 19-е место. В 2005 году занял 9-е место на чемпионате мира. В 2006 году занял 11-е место на чемпионате Европы и 13-е — на чемпионате мира. В 2007 году стал бронзовым призёром чемпионата Европы и занял 20-е место на чемпионате мира. В 2008 году вновь стал бронзовым призёром чемпионата Европы. В 2009 году занял 5-е место на чемпионате Европы и 16-е — на чемпионате мира. В 2011 году занял 5-е место на чемпионате Европы и 24-е — на чемпионате мира. В 2012 году снова стал бронзовым призёром чемпионата Европы. В 2013 году занял 20-е место на чемпионате мира.